# Rhus caudata
Rhus caudata är en sumakväxtart som beskrevs av Carl Karl Adolf Georg Lauterbach. Rhus caudata ingår i släktet sumaker, och familjen sumakväxter. Inga underarter finns listade i Catalogue of Life.